# Frederick Carrington
Sir Frederick Carrington (Cheltenham, 23 agosto 1844 – Cheltenham, 22 marzo 1913) è stato un generale inglese.

## Biografia

### Studi e formazione
Carrington studiò nella sua città natale presso il Cheltenham College. 

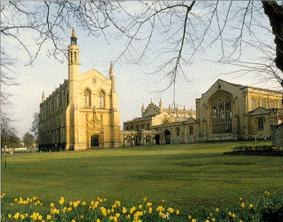
Il Cheltenham College.

Solo in seguito, nel 1867, entrò nell'Esercito Britannico, nelle file del 24º reggimento fanteria.

### Attività militare
Nel 1875 il militare venne inviato in Sudafrica, nell'allora colonia inglese del Griqualand West, dove prese il comando della fanteria montata. In quell'occasione prese parte alla Nona guerra di Frontiera del Capo, iniziata nel 1877.
Comandò la Transvaal Volunteer Force contro Sekhukhuni I tra il 1878 ed il 1879 e la Cape Mounted Riflemen nella Guerra Basuto nel 1881, durante la quale gli venne inferta anche una ferita grave.
Nel 1885 seguì la spedizione in Bechuanaland del generale Charles Warren al comando della seconda fanteria montata, che ben presto divenne nota come Carrington's Horse.
Dal 1888 divenne comandante della polizia del Bechuanaland britannico.
Venne inoltre nominato consulente militare dell'Alto Commissario nella Prima guerra matabele e comandò le forze britanniche nella Seconda guerra matabele del 1896. In seguito comandò le Field Force Rhodesiane durante la Seconda guerra boera.
Carrington fu al comando del Distretto di Belfast tra il 1899 ed il 1900.